# Хулија Арино
Хулија Арино (шп. Julia Arino; Росарио, 31. јул 1991) аргентинска је пливачица чија ужа специјалност су маратонске трке на отвореним водама, те трке слободним стилом на дужим дистанцама у базенима.  

## Спортска каријера
Арино је пливањем почела да се бави још као петогодишња девојчица, а са такмичењима је почела 2007. на свом првом учешћу на Јужноамеричком првенству у Венецуели.
На светским првенствима је дебитовала у Барселони 2013. где се такмичила у маратонским тркама на отвореним водама (15. место у трци на 25 километара). Маратонске трке је пливала и на првенствима у Казању 2015. и Будимпешти 2017, док је први наступ у базенима на светским првенствима имала у корејском Квангџуу 2019. где је пливала у квалификационим тркама на 800 слободно (34) и 1.500 слободно (27. место). 
Наступала је и на Панамеричким играма у Гвадалахари 2011 (6. место у штафети 4×200 слободно) и Торонту 2015 (12. место на 10 километара). Највеће успехе у каријери остварила је на Јужноамеричким првенствима са којих има освојене две медаље. 